# Okruch lodu
Okruch lodu – opowiadanie Andrzeja Sapkowskiego o wiedźminie ze zbioru Miecz przeznaczenia.

## Postacie
W opowiadaniu występują:
- Geralt z Rivii – wiedźmin, główny bohater zarówno Okruchu lodu jak i całego cyklu wiedźmińskiego;
- Yennefer z Vengerbergu – czarodziejka, ukochana Geralta;
- Istredd – czarodziej, kochanek Yennefer;
- Herbolth – starosta Aedd Gynvael;
- Ivo Mirce, „Cykada” – dowódca gwardii Herboltha;

## Fabuła
Geralt i Yennefer przybywają do Aedd Gynvael. Tam wiedźmin zostaje wynajęty do zabicia zeugla, który grasuje na tamtejszym śmietniku. Wykonuje zadanie i wraca do karczmy, gdzie się zatrzymał wraz z Yennefer. Czarodziejka przed snem opowiada mu o swoim byłym kochanku, czarodzieju Istreddzie, który obecnie mieszka w tym mieście. Snuje również legendę o tajemniczej królowej, która podróżując saniami w powietrzu rozsypuje na ziemię kawałki szkła, a każdy, którego taki kawałek trafi w serce, temu ono natychmiast zamienia się w okruch lodu i zaczyna podążać za królową.
Wiedźmin idzie na spotkanie ze starostą Herbolthem. Przed jego kantorem na targu spotyka dowódcę gwardii starosty, Ivo Mirce, „Cykadę”, płatnego mordercę, za którego głowę wyznaczono sporą nagrodę. Widać, że zbój chętnie by skrzyżował miecz z wiedźminem. Herbolth oszukuje Geralta, nie płaci mu tyle, ile się należy. Następnie, szukając Yennefer, udaje się do domu Istredda. Nie zastaje tam jej, jednak dowiaduje się, że oboje czarodziejów łączy wieloletni, otwarty związek, który Istredd chciałby obecnie przekształcić w stałą relację. Próbuje on przekonać Geralta, by oddalił się i zostawił czarodziejkę w spokoju, gdyż jest w jej rękach tylko zabawką. Oburzony Geralt proponuje mu to samo.
W trakcie kolejnej rozmowy z Yennefer czarodziejka wyjaśnia mu, że kocha ich obydwu i nie potrafi się zdecydować, którego z nich wybrać. Czarodziej i wiedźmin spotykają się ponownie i dochodzą do wniosku, iż skoro ich partnerka nie potrafi sama wybrać jednego z nich, rozstrzygną ten problem sami w pojedynku następnego dnia.
Starosta dowiaduje się o wszystkim. Zaczepia Geralta siedzącego w karczmie, proponuje mu łapówkę w zamian za opuszczenie miasta i porzucenie pomysłu pojedynku, w którym zginąć może ważny dla miasta czarodziej. Wiedźmin jednak nie ma zamiaru go słuchać. Jest nerwowy i zdesperowany, rozdrażnia tym, chroniącego starostę, „Cykadę”.
Następnego dnia, gdy Geralt zmierza na pojedynek z czarodziejem, natyka się w bramie na „Cykadę”, który chce z nim walczyć. Wiedźmin pokonuje go, ciężko przy tym raniąc.
Okazuje się, że Istredd dostał wiadomość od Yennefer, mówiącą, iż rozstaje się ona z nim i wyjeżdża z miasta. Zrozpaczony czarodziej zamiast magii zdecydował się w pojedynku z Geraltem użyć miecza, co praktycznie oznaczałoby dla czarodzieja samobójstwo. Geralt nie godzi się jednak walczyć z nim na takich warunkach i odchodzi. Wracając do karczmy spodziewa się już, jak brzmieć będzie list, który i on dzisiaj otrzyma od swojej kochanki.

## Odbiór
Na portalu Esencja.pl Okruch lodu został uznany za jedno z najlepszych opowiadań o wiedźminie i doceniony za głębię postaci, szczególnie Yennefer. Także Kamil Kacperski z Antyradia wyróżnił to opowiadanie, kontrastując je z nieudaną adaptacją w serialu z 2002 roku.

## Adaptacje
Serial z 2002
Fabułę opowiadania wykorzystał Michał Szczerbic w scenariuszu do piątego odcinka serialu Wiedźmin Marka Brodzkiego. Geralta zagrał Michał Żebrowski, Yennefer – Grażyna Wolszczak, Istredda – Bronisław Wrocławski, Herboltha – Paweł Nowisz.
Musical z 2017
W 2017 roku powstał musical Wiedźmin, zrealizowany na podstawie pięciu opowiadań, wśród których znalazł się Okruch lodu.
Serial Netfliksa
Serial z 2019 nie adaptuje bezpośrednio Okruchu lodu lecz uczynił z Istredda jedną z najważniejszych postaci drugoplanowych.